# Wasserkraftwerk Mühleberg
Das Wasserkraftwerk Mühleberg ist ein 1920 in Betrieb genommenes Laufwasserkraftwerk an der Aare; der Aufstau des Kraftwerks ist der Wohlensee.
Es befindet sich in der Nähe des Kernkraftwerks Mühleberg, das von 1972 bis 2019 in Betrieb stand.

## Geschichte
Das Wasserkraftwerk Mühleberg war das erste grosse Flusskraftwerk im Kanton Bern und bei Betriebsaufnahme eines der modernsten Kraftwerke Europas. Der Entscheid für die Umsetzung des Projektes wurde 1910, kurz nach der Gründung der Bernischen Kraftwerke gefällt. Die treibende Kraft hinter dem Projekt war der Wirtschaftspolitiker Eduard Will aus Nidau, der damalige Direktor der BKW. Die Pläne für das Kraftwerk stammten vom polnischen Wasserbauingenieur Gabriel Narutowicz, der damals an der ETH Zürich lehrte. Es sollte sein letztes grosses Werk sein, bevor er in seine Heimat zurückkehrte.
Im Dezember 1917 erteilte die Berner Kantonsregierung den BKW die 50-jährige Konzession für das Kraftwerk. Die Stadt Bern verfolgte ein Konkurrenzprojekt, das ein Stauwerk an der Gäbelbachmündung bei Hinterkappelen vorsah. Die Einsprache der Stadt gegen das BKW-Projekt wurde vom Bundesgericht abgewiesen.
Die Bauarbeiten im Gebiet der Gemeinden Mühleberg und Wohlen bei Bern begannen im Herbst 1917, noch bevor die Konzession erteilt worden war. Zeitweise waren über 1000 Personen auf der Baustelle beschäftigt. Für die Arbeiter wurde ein Barackendorf aufgestellt, die Maschinisten und Ingenieure wurden in Wohnhäusern untergebracht, die auch nach dem Abschluss der Bauarbeiten weiter genutzt wurden. Der Kraftwerksbau war wegen des Personalmangels während des Ersten Weltkriegs und der Spanischen Grippe schwierig. Zudem störten zwei Hochwasser der Aare, eines davon am 18. Mai 1920, und der Landesstreik die Bauarbeiten.
Für den Transport der Baumaterialien vom Bahnhof Gümmenen zur Baustelle bei Buttenried wurde aufgrund der Brennstoffknappheit eigens ein Oberleitungslastwagenbetrieb (Güter-Trolleybus) mit zwei Fahrzeugen eingerichtet: die Gleislose Bahn Gümmenen–Mühleberg. Das Stauwehr im Flussbett der Aare wurde mit Senkkasten, das Maschinenhaus in einer durch Spundwände gesicherten Baugrube erstellt. Das im Stil des Industrie-Klassizismus gehaltene Gebäude wurde vom Architekten Walter Bösiger entworfen, der an diesem Bau erstmals in der Schweiz Sichtbeton einsetzte.
Die Hauptarbeiten am Kraftwerk waren im Frühjahr 1920 abgeschlossen, sodass der Aufstau der Aare beginnen konnte. Am 23. August desselben Jahres begann der Betrieb mit der ersten Turbine,
1965 wurde eine zusätzliche Turbine für die Bahnstromerzeugung aufgestellt. Im Jahr 2002 wurde die Bahn-Maschine überholt, in den Jahren 2004 und 2006 erneuerten die BKW das Wehr und die Wehrbrücke. 2017 erhielt das Unternehmen eine neue Kraftwerkskonzession für 80 Jahre.
Für die Passage von kleinen Wasserfahrzeugen ist am Stauwehr eine Bootstransportanlage eingerichtet, die wegen des grossen Niveauunterschieds als Bootsaufzug konstruiert ist. Seit 2021 besteht beim Kraftwerk ein Fischlift.

## Technik
Das Maschinenhaus und das Stauwehr sind zu einem Bauwerk vereinigt. Bei Betriebsaufnahme standen im 120 m langen und 20 m hohen Maschinensaal sechs Francis-Turbinen für die 50 Hz-Stromerzeugung. Jede Turbine hatte eine Leistung von 8100 PS (6 MW). Die 1965 hinzugekommene Kaplan-Turbine hat eine Leistung von 8,83 MW und erzeugt Bahnstrom mit einer Frequenz von 16,7 Hz für die SBB. Bereits seit 1920 stehen zwei Umformergruppen mit einer Leistung von je 5 MVA  im Maschinensaal des Kraftwerks.
Die Schaltanlagen und das Unterwerk beim Wasserkraftwerk sind über mehrere Hoch- und Höchstspannungsleitungen mit dem schweizerischen Stromübertragungsnetz verbunden. Die von Mühleberg ausgehenden Freileitungen führen im von Swissgrid betriebenen Übertragungsnetz zu den Unterwerken von Bassecourt, Bickigen, Wimmis (und von dort nach Innertkirchen) und Ollon sowie über den Sanetschpass nach Riddes im Wallis. Eine Freileitung verbindet Mühleberg zudem mit dem Kraftwerk Felsenau bei Bern.
Auf dem Absperrbauwerk überquert eine Regionalstrasse das Aaretal.

## Lage
| \| \|                                                 |
| Lagekarte der Kraftwerke zwischen Bern und Bielersee. |
|                                                       |

## Bilder

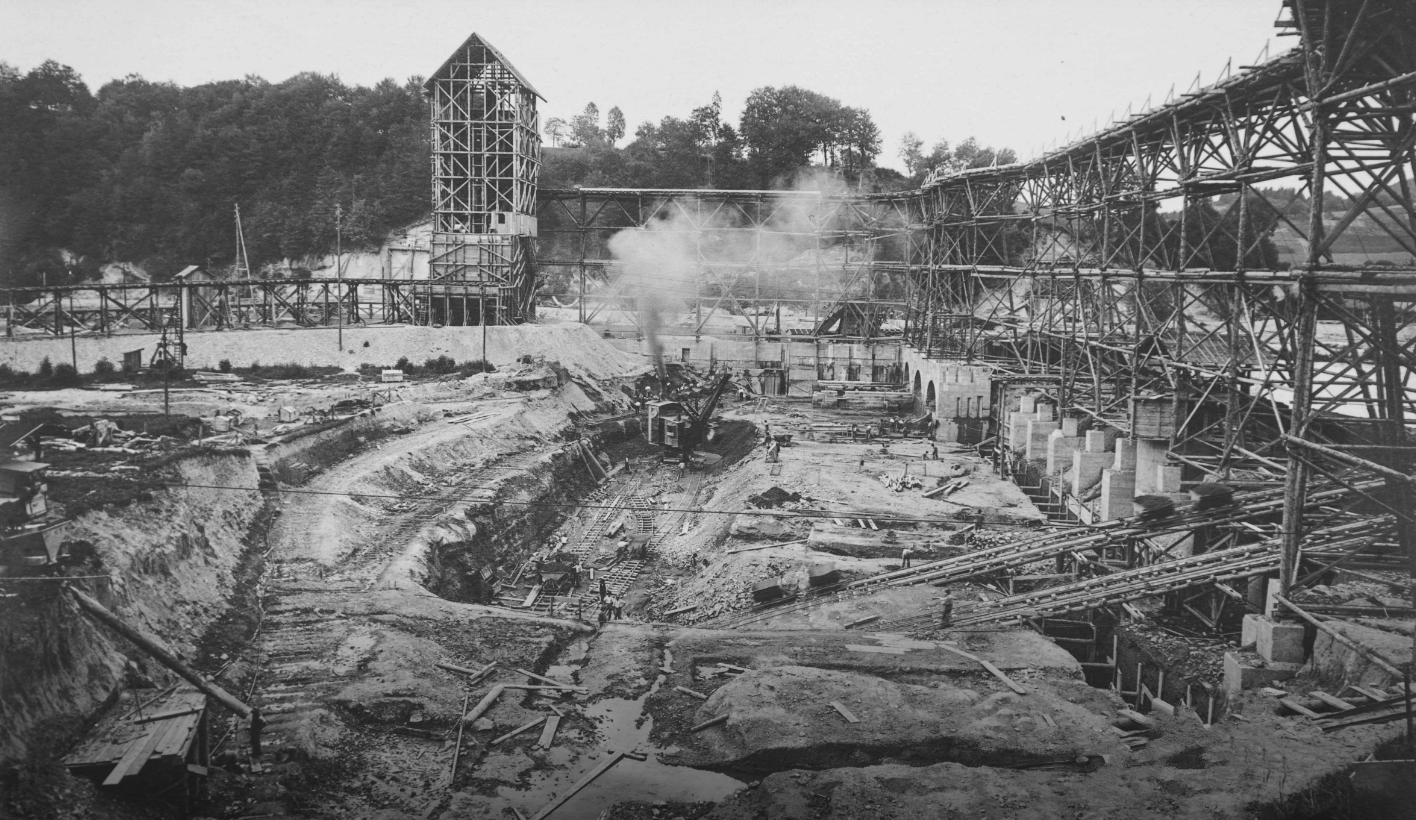
Kraftwerksbaustelle: Baugrube des Maschinenhauses
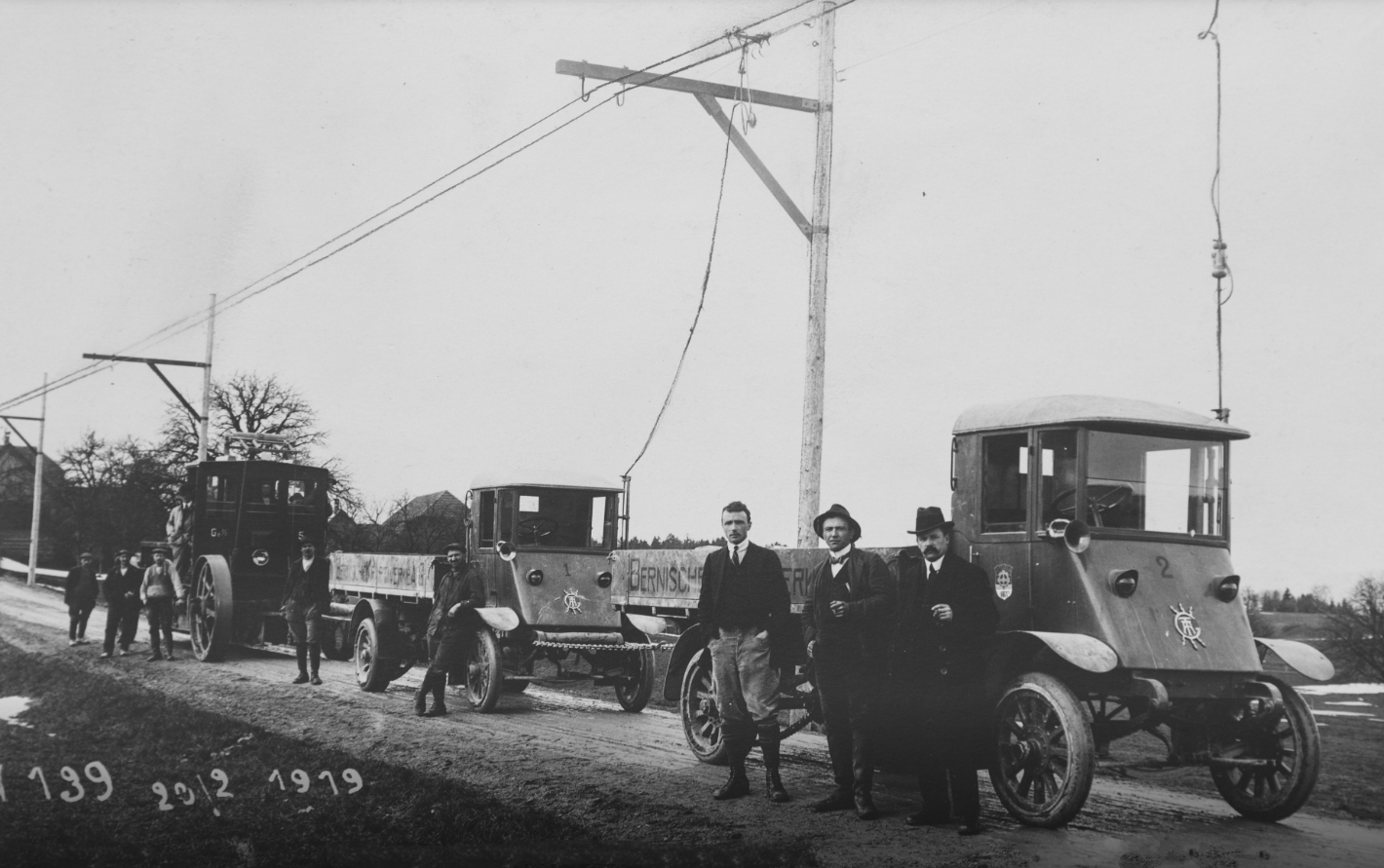
Transport einer Elektrolok für die Baubahn
Luftbild von Walter Mittelholzer (1920–1937)
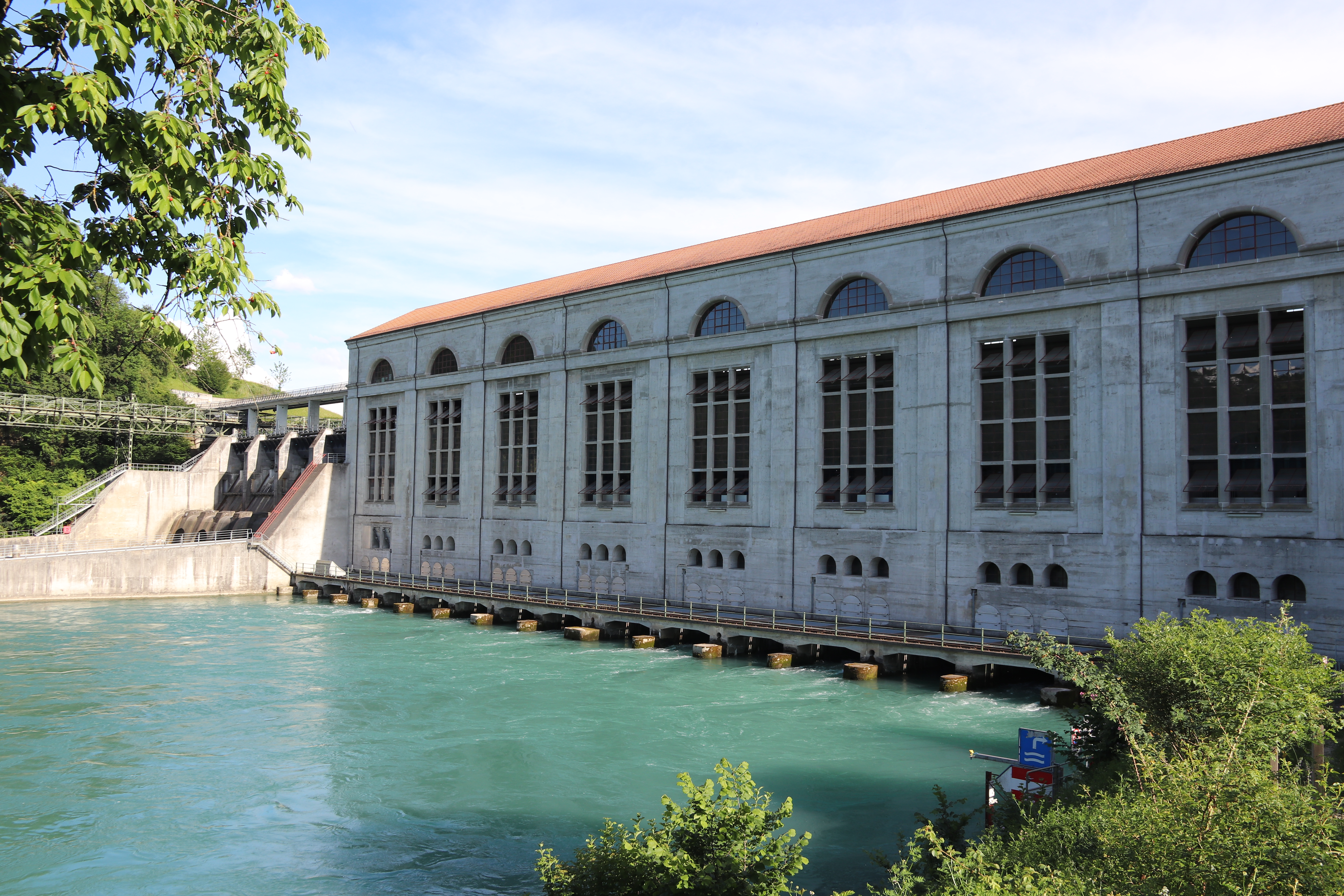
Sichtbetonfassade des Maschinenhauses
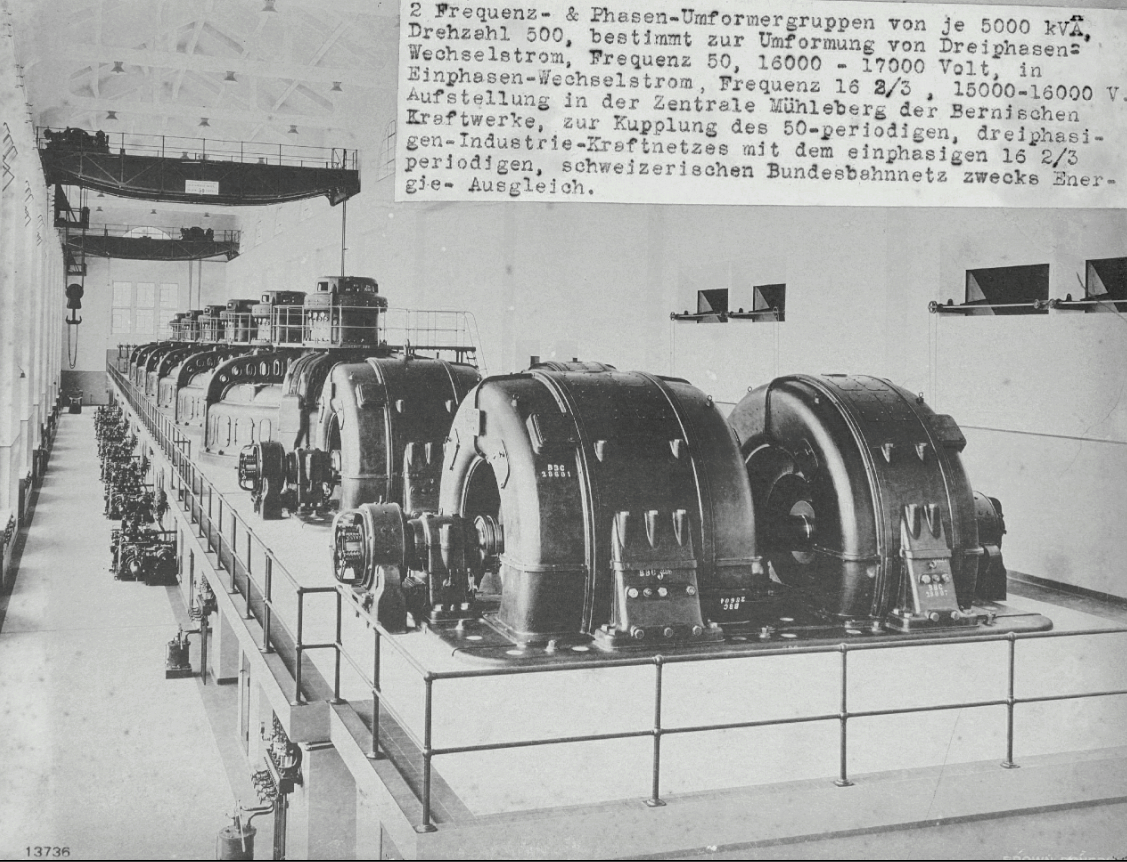
Maschinensaal mit den sechs Generatoren der Francis-Turbinen und den beiden Bahnstromumformer-Gruppen im Vordergrund